# Sása (Revúca)
Sása (in ungherese Szásza) è un comune della Slovacchia facente parte del distretto di Revúca, nella regione di Banská Bystrica.